# Royal Air Maroc
Royal Air Maroc (араб. الخطوط الملكية المغربية‎) — национальный перевозчик гражданской авиации Марокко. Основана в 1957 году и является наиболее крупной марокканской авиакомпанией, полностью принадлежит государству. Базируется в аэропорту Касабланка Мухаммед V и осуществляет собственные рейсы по 94 направлениям, в Африку, Азию, Америку и Европу. Член IATA и ICAO.

## История
Авиакомпания Royal Air Maroc—Compagnie Nationale de Transports Aériens была образована в 1953 году в результате слияния авиакомпаний Compagnie Chérifienne de’l Air (Air Atlas) (основана в 1946 году) и Compagnie Chérifienne de Transports Aériens Air Maroc (основана в 1947 году). Флот вновь образованного авиаперевозчика состоял из шести самолётов Sud-Ouest Bretagne, четырёх Curtiss C-46 Commando, пяти Douglas DC-3 и двух SNCASE SE.161 Languedoc. Авиафлот работал на маршрутах ранее принадлежащих обеим объединённым авиакомпаниям, и вместе с тем к нему присоединились маршруты во Франкфурт, Женеву и Париж. Название Royal Air Maroc (RAM) авиакомпания приобрела 28 июня 1957 года, доля государства составила 67,73 % акций.
В апреле 1958 года флот компании состоял из 16 самолётов: четыре Douglas DC-4, три Douglas DC-3, семь Sud-Ouest Bretagne и два Curtiss C-46 Commando. В мае 1958 года компания заказала два самолёта Sud Aviation Caravelle. В июле этого же года после того как компания арендовала у Air France два самолёта Lockheed L-749 Constellation были запущены рейсы Оран — Уджда и рейс на Гибралтар.
Lockheed L-749 Constellation стал первым реактивным самолётом в авиапарке компании. К 1964 году во флоте было три таких самолёта. Четвёртый был заказан в конце 1964 года. В апреле 1965 года штат компании составлял 758 сотрудников. Сеть маршрутов компании связывала Северную Африку, а также соединяла Северную Африку с Францией, Германией, Италией, Испанией и Швейцарией. 64 % акций компании принадлежали правительству Морокоо, Air France (21 %), Compagnie Generale Transatlantique (7,6 %), Aviacion y Comercio (5 %) и другие акционеры (2,4 %). Решение о приобретении пятого реактивного самолёта было принято в 1968 году. К 1969 году все межконтинентальные маршруты обслуживались исключительно самолётами Lockheed L-749 Constellation. В 1969 году перевозчик разместил свой первый заказ на Boeing.
В 1970 году парк авиакомпании пополнился Boeing 727—200. 2 апреля 1970 года была создана дочерняя компания перевозчика Royal Air Inter, которая обслуживала внутренние рейсы на самолётах Fokker F27, к маю 1971 года она летала практически во все города Марокко. Флот Royal Air Maroc на май 1971 года состоял из двух Boeing 727—200, пяти Lockheed L-749 Constellation и двух SIAI-Marchetti SF.260.
К марту 1975 года в результате прямых закупок самолётов и арендных соглашений с Air France флот авиакомпании располагал 11 самолётами из которых: три Boeing 727—200, один Boeing 707-320B, четыре Lockheed и два SIAI-Marchetti SF.260. К концу 1975 года компания приобрела ещё три Boeing 727—200 и вывела из лётного парка Lockheed L-749 Constellation. Вместе с тем в 1975 году были открыты рейсы в Нью-Йорк и Рио-де-Жанейро. В 1978 году во флот компании был включён Boeing 747-200B.
По подписанному соглашению Royal Air Maroc стала 14-м членом альянса Oneworld в 2020 году.

## Код-шеринговые соглашения
У Royal Air Maroc действуют код-шеринговые соглашения со следующими авиакомпаниями:
- Аэрофлот
- Alitalia
- Brussels Airlines
- Etihad Airways[10][11]
- Iberia
- JetBlue[12]
- Kenya Airways
- Qatar Airways[13]
- S7 Airlines
- Saudia
- TAAG Angola Airlines
- Turkish Airlines

## Флот

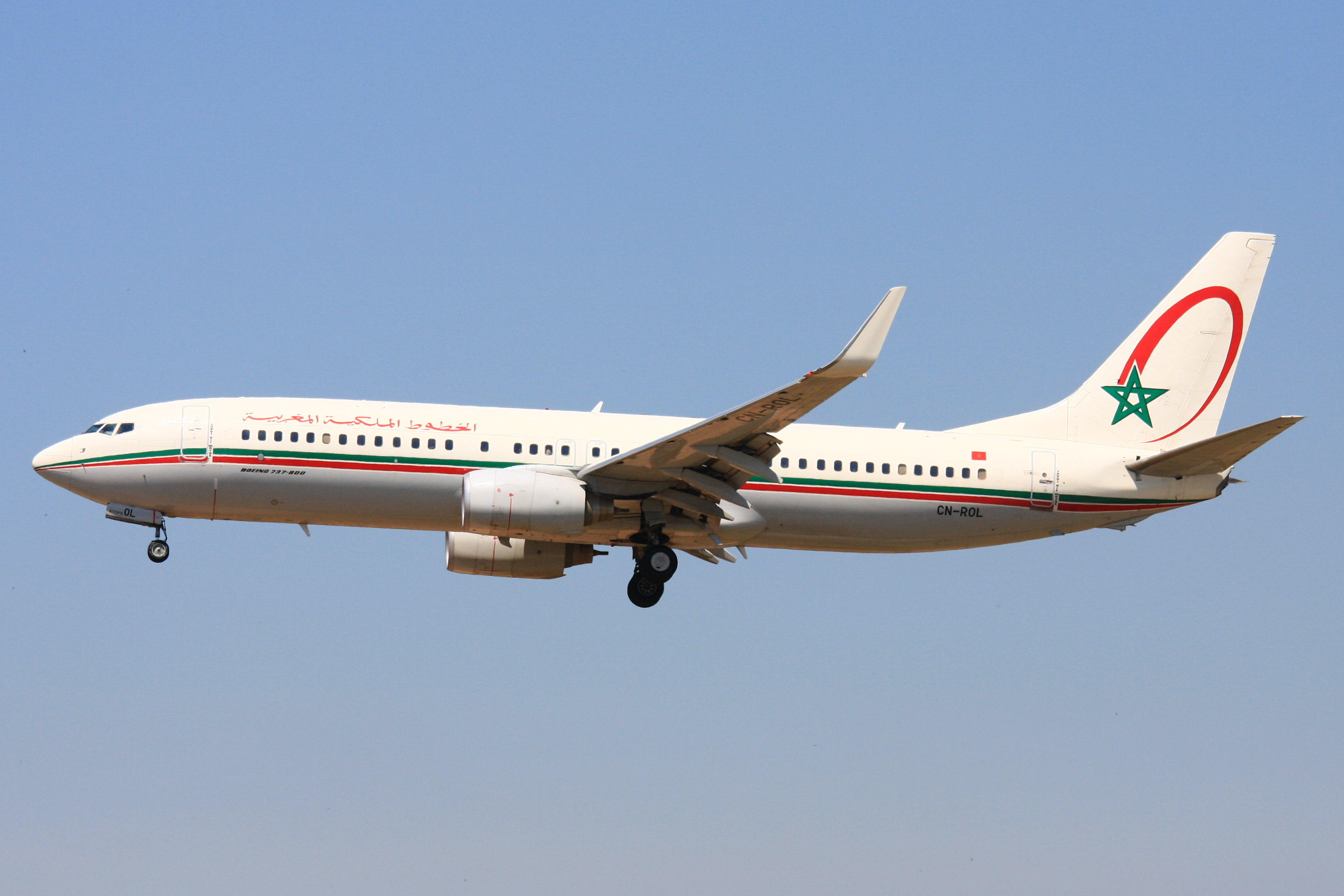
Boeing 737-800 авиакомпании Royal Air Maroc.

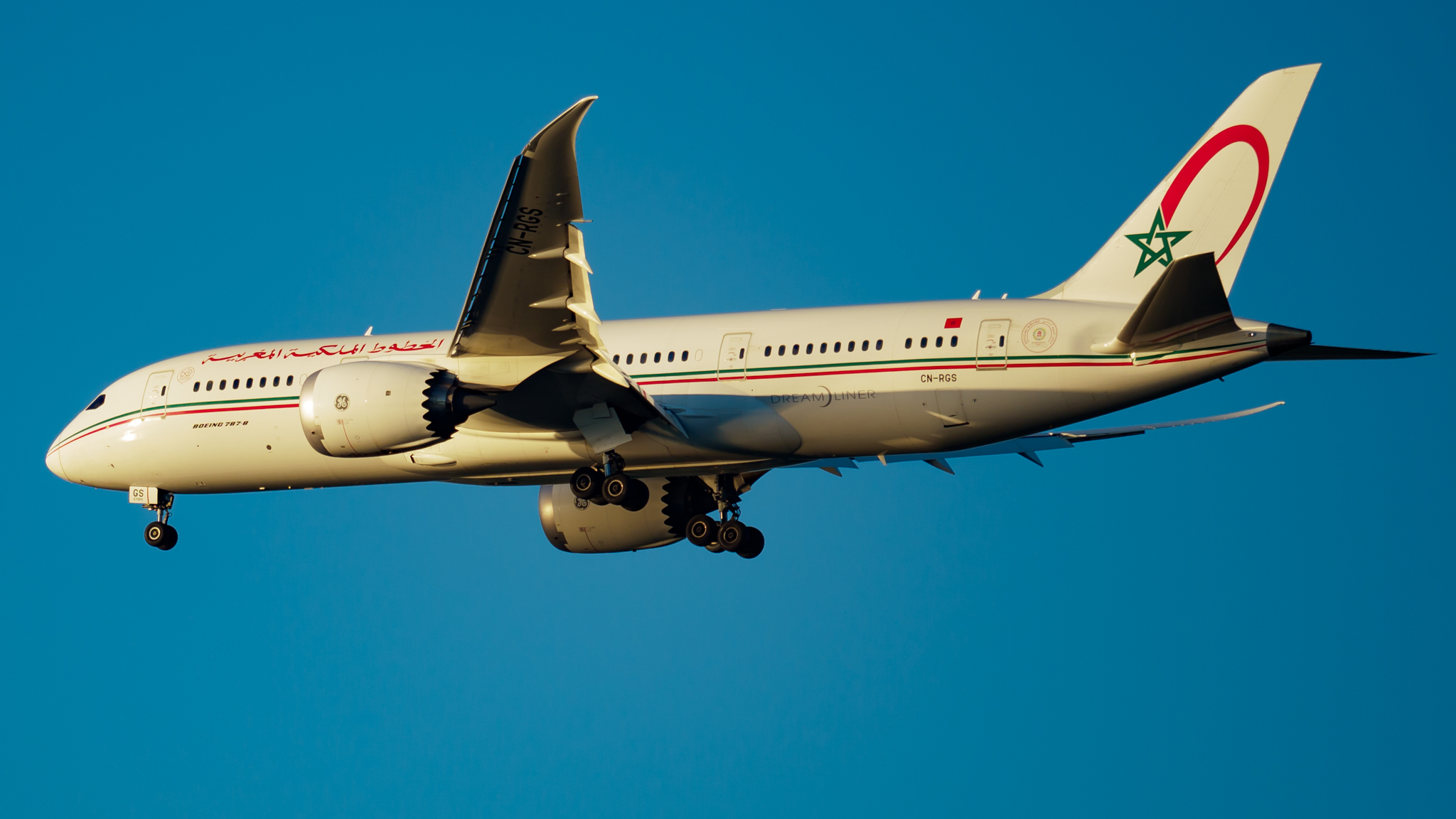
Boeing 787-8 авиакомпании Royal Air Maroc.

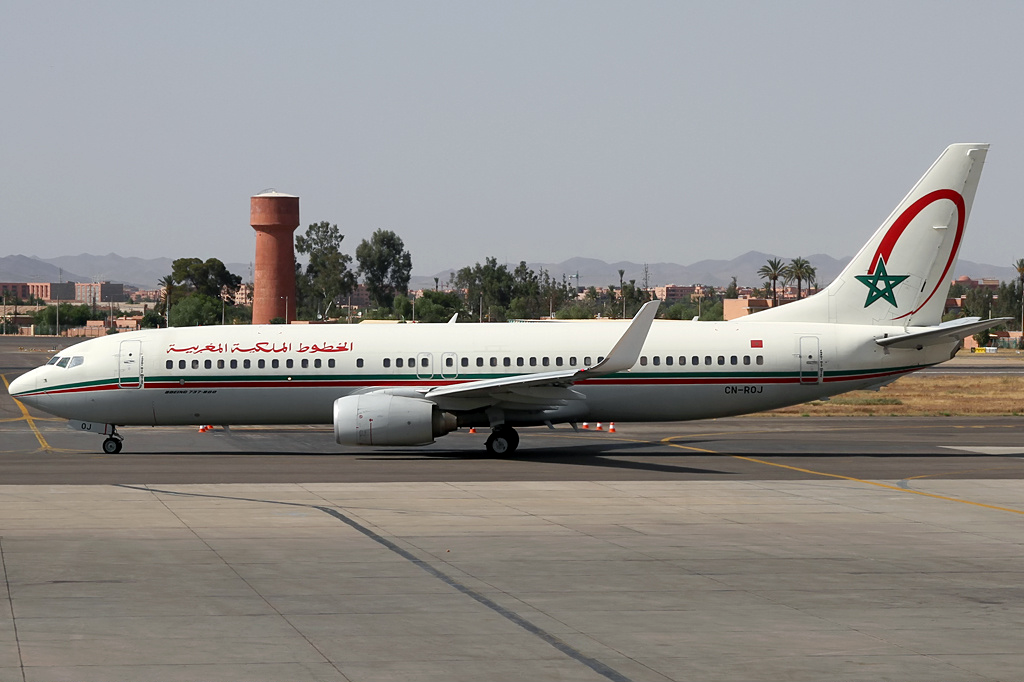
Boeing 737-800 Royal Air Maroc аэропорту Марракеша в 2013.

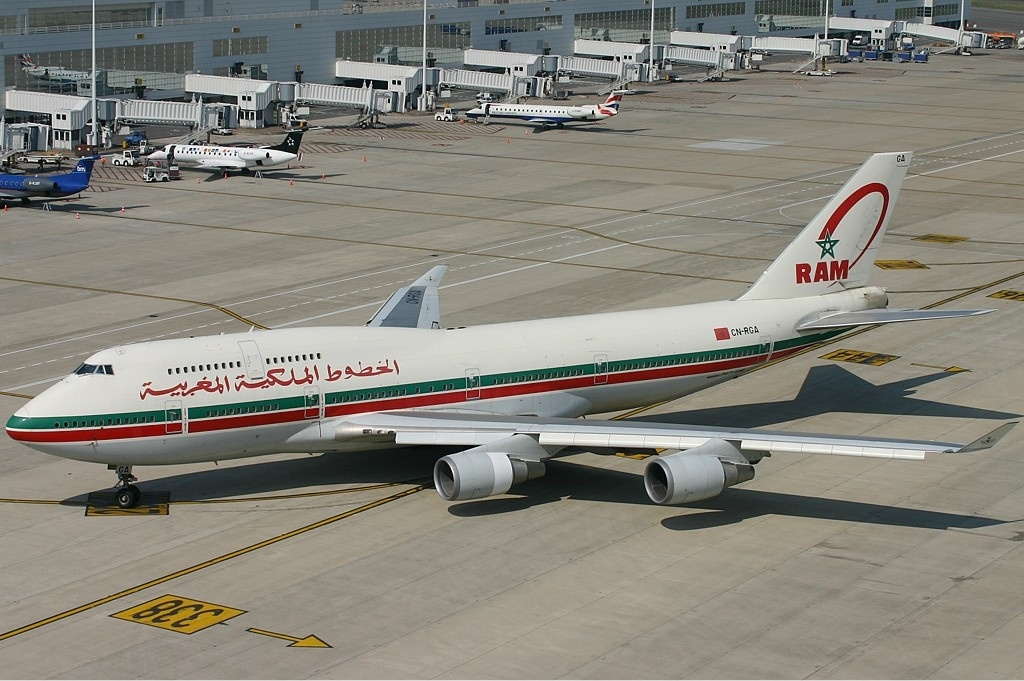
Boeing 747-400 Royal Air Maroc.

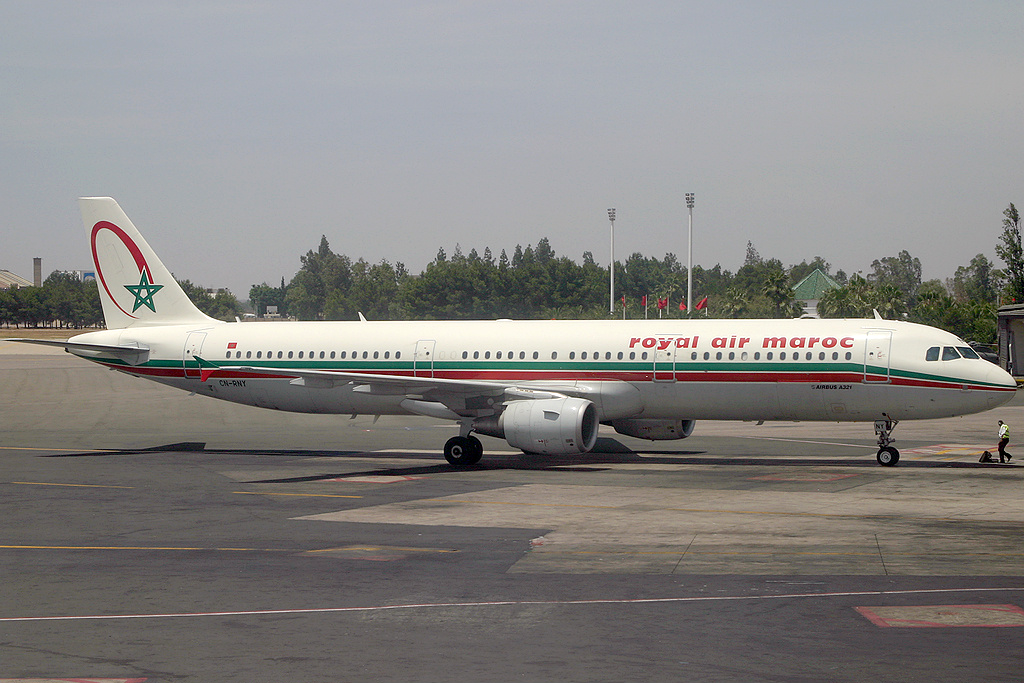
Airbus A321-200 Royal Air Maroc в 2006 году.

В августе 2021 года флот Royal Air Maroc состоял из 59 самолётов, средний возраст которых 11,8 лет:
| Самолёт           | Количество | Заказано | Мест     | Мест     | Мест     | Примечания |
| Самолёт           | Количество | Заказано | C        | Y        | Итого    | Примечания |
| ----------------- | ---------- | -------- | -------- | -------- | -------- | ---------- |
| ATR 72-600        | 6          | —        | 12       | 58       | 70       |            |
| Boeing 737-700    | 6          | —        | 12       | 120      | 132      |            |
| Boeing 737-700    | 6          | —        | —        | 138      | 138      |            |
| Boeing 737-800    | 31         | —        | 12       | 159      | 171      |            |
| Boeing 737-800    | 31         | —        | 12       | 165      | 177      |            |
| Boeing 737-800    | 31         | —        | —        | 183      | 183      |            |
| Boeing 737 MAX 8  | 2          | 2        | 12       | 144      | 156      |            |
| Boeing 787-8      | 5          | —        | 18       | 256      | 274      |            |
| Boeing 787-9      | 4          | —        | 24       | 278      | 302      |            |
| Embraer E-190     | 4          | —        | 12       | 84       | 96       |            |
| Boeing 767-300BCF | 1          | —        | Грузовой | Грузовой | Грузовой |            |
| Итого             | 59         | 9        |          |          |          |            |